# Octobre 1775

## Événements
- 27 octobre, France : Saint-Germain est nommé ministre de la guerre[1] ; il réforme l’armée : suppression des corps de la maison du roi, de la vénalité des charges militaires, organisation des écoles militaires installées dans des collèges tenus par les religieux, introduction des châtiments corporels dans l’armée, réorganisation de l’artillerie (Gribeauval).
- Jean-Baptiste-Joseph Brelle est ordonné prêtre.

## Naissances
- 5 octobre : Francisco Covarrubias, né le 5 octobre 1775 à La Havane, acteur et dramaturge cubain, considéré comme le « père du théâtre national cubain », mort le 22 juin 1850.
- 9 octobre : Vladimir Gadon, homme politique et insurgé lituanien, mort le 9 août 1842.
- 10 octobre : Joseph Pinon, militaire suisse, mort le 12 octobre 1839.

## Décès
- 10 octobre : Louis Nicolas Victor de Félix d'Ollières, militaire et homme d'état français, né le 23 septembre 1711.
- 21 octobre : François-Hubert Drouais, peintre français, né le 14 décembre 1727).
- 25 octobre : Johan Maurits Mohr (né en 1716), missionnaire et astronome hollandais.
- 29 octobre : Gabriel François Venel (né en 1723), médecin, pharmacien et chimiste français.